# Lavrio

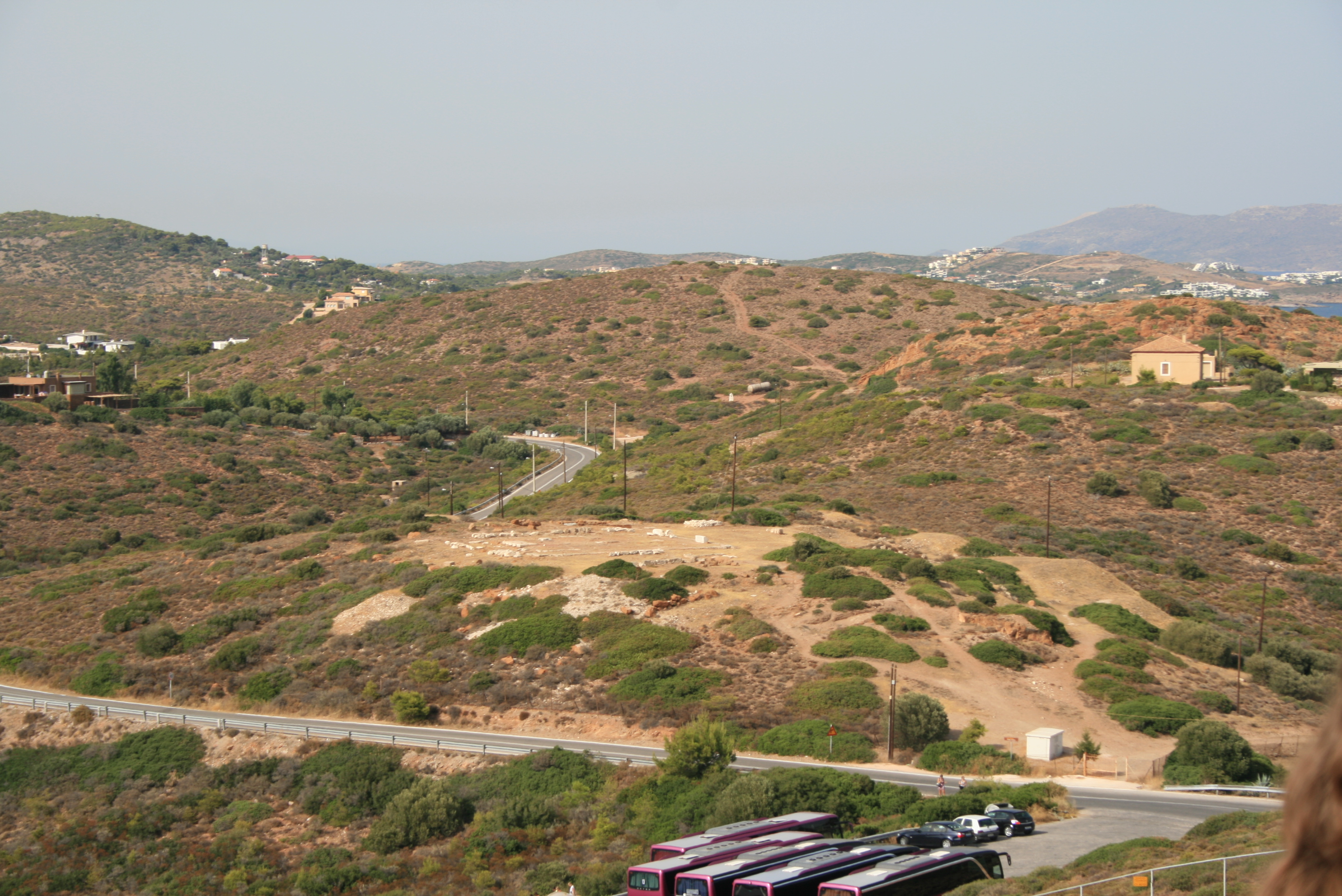
Vista de Lavrio.

Lavrio (en griego moderno: Λαύριο, Lávrio) es un pueblo situado en el sureste del Ática famoso en la Antigüedad por sus minas de plata, una de las principales fuentes de ingresos de la antigua Atenas. Allí se situaba una importante fábrica de acuñación de monedas. A principios del siglo XIX, cuando Grecia volvió a ser independiente, se construyó una nueva fábrica, actualmente cerrada y convertida en museo. Es un puerto de mar de menor importancia que el vecino Pireo. 
Se encuentra a 60 km al sureste de Atenas, al sureste de Keratea y al norte del cabo Sunio. Lavrio se encuentra en una bahía frente a la isla de Makrónisos

## Comunidades
- Kato Sounio (pob. 193, 1991)

## Evolución de la población
| Año  | Población de la comuna | Cambio       | Población del municipio |
| ---- | ---------------------- | ------------ | ----------------------- |
| 1907 | 10 007                 | -            | -                       |
| 1981 | 10 124                 | -            | -                       |
| 1991 | 8846                   | –1278/–12,6% | 10 293                  |
| 2001 | 9891                   | +1,045/+10%  | -                       |

Tras la batalla de Maratón Temístocles convenció a los atenienses de que utilizaran los futuros ingresos de las minas (que pensaban que aumentarían al haberse descubierto otras vetas) en mejorar la flota ateniense con 200 trirremes. Aquí se encuentra el surgimiento del poderío naval de Atenas. Los únicos que trabajaban en estas minas eran esclavos. Durante el siglo V a. C. la producción fue disminuyendo, en parte debido a la ocupación espartana de Decelia. Pero las minas siguieron siendo explotadas y siguieron funcionando hasta bien entrado el siglo XX, en concreto sus reservas de manganeso y cadmio.
En 1907 la población de la ciudad ascendía a 10 007 habitantes.